# Clonacris greeni
Clonacris greeni är en insektsart som först beskrevs av Kirby, W.F. 1914.  Clonacris greeni ingår i släktet Clonacris och familjen gräshoppor. Inga underarter finns listade i Catalogue of Life.